# Alexei Shumakov
Alexei Shumakov (Krai de Krasnoyarsk, Unión Soviética, 7 de septiembre de 1948) es un deportista soviético retirado especialista en lucha grecorromana donde llegó a ser campeón olímpico en Montreal 1976.

## Carrera deportiva
En los Juegos Olímpicos de 1976 celebrados en Montreal ganó la medalla de oro en lucha grecorromana de pesos de hasta 48 kg, por delante del luchador rumano Gheorghe Berceanu (plata) y del búlgaro Stefan Angelov (bronce).